# Amba (film)
Amba er en indisk film fra 1990 af Mohan Kumar.

## Medvirkende
- Shabana Azmi som Amba Bhanupratap Singh
- Anil Kapoor som Suraj "Sarju" B. Singh
- Meenakshi Seshadri som Lajjo
- Kanwaljit Singh som Rajendra 'Raja' B. Singh
- Kiran Juneja som Prabha R. Singh
- Rajan Sippy som Kunwar Ranvir J. Singh
- Mangal Dhillon som Thakur Shamsher Singh
- Sudhir Pandey som Thakur Jasbir Singh